# Body to Body
Body to Body is de debuutsingle van de Nederlandse popgroep XYP. Het nummer behaalde de nummer 1-positie in de Nederlandse Top 40, maar moest deze na één week alweer afstaan aan U2 met het nummer Window in the skies. Uiteindelijk bleek Body To Body succesvoller dan Window in the Skies. Dat nummer behaalde in de Top 40 maar 352 punten, terwijl XYP 523 punten haalde.
Net als bij singles van de Nederlandse popgroep Ch!pz, was het vooral kinderzender Jetix waar de XYP-single gepromoot werd. Naast het feit dat de videoclip er vaak gedraaid werd, was er onder meer regelmatig een achter-de-schermendocumentaire over deze clip te zien.

## Tracklisting
1. "Body to Body" (2:56)
2. "One Way Ticket"

### Hitnotering
| "Body to Body" in de Nederlandse Top 40 - binnen: 16 december 2006 | "Body to Body" in de Nederlandse Top 40 - binnen: 16 december 2006 | "Body to Body" in de Nederlandse Top 40 - binnen: 16 december 2006 | "Body to Body" in de Nederlandse Top 40 - binnen: 16 december 2006 | "Body to Body" in de Nederlandse Top 40 - binnen: 16 december 2006 | "Body to Body" in de Nederlandse Top 40 - binnen: 16 december 2006 | "Body to Body" in de Nederlandse Top 40 - binnen: 16 december 2006 | "Body to Body" in de Nederlandse Top 40 - binnen: 16 december 2006 | "Body to Body" in de Nederlandse Top 40 - binnen: 16 december 2006 | "Body to Body" in de Nederlandse Top 40 - binnen: 16 december 2006 | "Body to Body" in de Nederlandse Top 40 - binnen: 16 december 2006 | "Body to Body" in de Nederlandse Top 40 - binnen: 16 december 2006 | "Body to Body" in de Nederlandse Top 40 - binnen: 16 december 2006 | "Body to Body" in de Nederlandse Top 40 - binnen: 16 december 2006 | "Body to Body" in de Nederlandse Top 40 - binnen: 16 december 2006 | "Body to Body" in de Nederlandse Top 40 - binnen: 16 december 2006 | "Body to Body" in de Nederlandse Top 40 - binnen: 16 december 2006 | "Body to Body" in de Nederlandse Top 40 - binnen: 16 december 2006 |
| Week                                                               | 1                                                                  | 2                                                                  | 3                                                                  | 4                                                                  | 5                                                                  | 6                                                                  | 7                                                                  | 8                                                                  | 9                                                                  | 10                                                                 | 11                                                                 | 12                                                                 | 13                                                                 | 14                                                                 | 15                                                                 | 16                                                                 |                                                                    |
| ------------------------------------------------------------------ | ------------------------------------------------------------------ | ------------------------------------------------------------------ | ------------------------------------------------------------------ | ------------------------------------------------------------------ | ------------------------------------------------------------------ | ------------------------------------------------------------------ | ------------------------------------------------------------------ | ------------------------------------------------------------------ | ------------------------------------------------------------------ | ------------------------------------------------------------------ | ------------------------------------------------------------------ | ------------------------------------------------------------------ | ------------------------------------------------------------------ | ------------------------------------------------------------------ | ------------------------------------------------------------------ | ------------------------------------------------------------------ | ------------------------------------------------------------------ |
| Nummer                                                             | 15                                                                 | 5                                                                  | 5                                                                  | 3                                                                  | 1                                                                  | 2                                                                  | 2                                                                  | 3                                                                  | 3                                                                  | 4                                                                  | 5                                                                  | 5                                                                  | 11                                                                 | 18                                                                 | 22                                                                 | 29                                                                 | uit                                                                |